# Michael Franzese

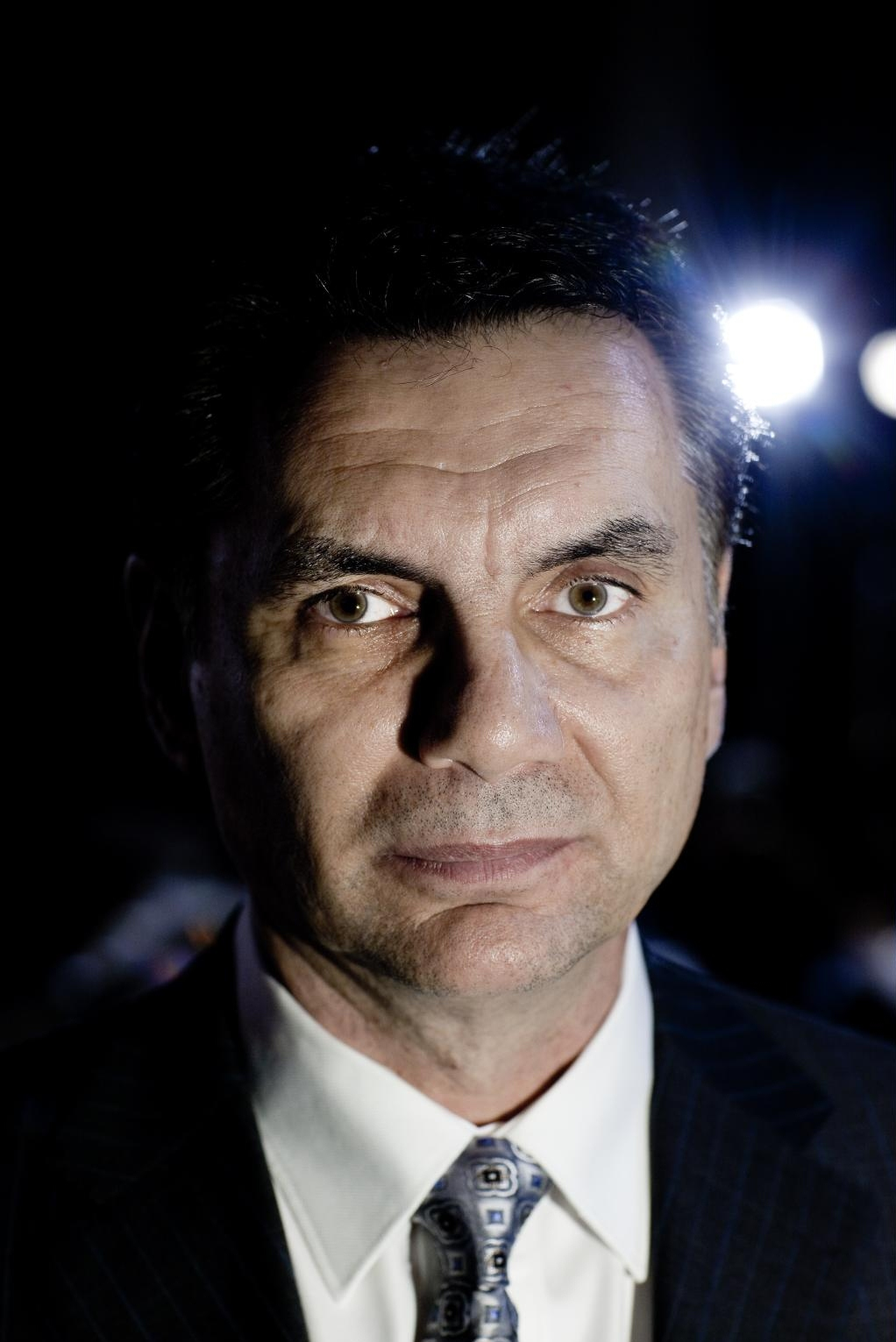
Michael Franzese (2009)

Michael Franzese (* 27. Mai 1951 in New York City), in den Medien auch bekannt als „Yuppie Don“, ist ein ehemaliger italienisch-amerikanischer Mobster und einflussreicher Capo der amerikanischen Cosa Nostra von der New Yorker Colombo-Familie. Er ist der Sohn von John „Sonny“ Franzese, Sr., der als Colombo-Underboss galt.
Aus persönlichen Gründen und ohne dass er der Organisation Schaden zufügte, hat Franzese der Cosa Nostra abgeschworen und wurde bis heute niemals Opfer eines Attentats. Heute ist Franzese als Motivationsredner aktiv und hat mehrere Bücher veröffentlicht.

## Leben

### Frühe Jahre
Michael „Yuppie Don“ Franzese wurde am 27. Mai 1951 in Brooklyn (New York City) als Sohn von John „Sonny“ Franzese, Sr. geboren. Nachdem Franzese seinen Abschluss auf der Highschool gemacht hatte, startete er ein Vorsemester im medizinischen Bereich auf der Hofstra University.
Als Joseph Colombo zum „Italian-American Unity Day“ am 28. Juni 1971 vor über 50.000 Menschen eine große Rede hielt und daraufhin angeschossen wurde, war auch Franzese als unbeteiligte Person vor Ort und wechselte zuvor mit Joe Colombo einige Worte und war der letzte Mensch, mit dem er gesprochen hatte.
Sein Vater wollte ursprünglich, dass Michael Arzt wird und nichts mit der Welt des organisierten Verbrechens zu schaffen hat. In den frühen 1970er Jahren beschloss Michael das College zu verlassen, sich um die Familie zu kümmern und für die Colombo-Familie zu arbeiten, da sein Vater im Jahr 1970 zu 50 Jahren Haft verurteilt wurde. Nach eigenen Angaben wurden Michael und fünf weitere potenzielle Anwärter an Halloween des Jahres 1975 in die Colombo-Familie aufgenommen und zu sogenannten Made Men. Die Einweihungszeremonie wurde vom damaligen amtierenden Boss namens Thomas „Tom the Old Man“ DiBella, im Beisein von Underboss Anthony „Tony Shots“ Abbatemarco und Consigliere Alphonse „Allie Boy“ Persico durchgeführt und alle damaligen 15 sogenannten Caporegimes der Familie waren anwesend. Kurzzeitig stand Michael als Protegé unter der Betreuung von einem Colombo-Soldato namens Joseph „Joe-Joe“ Vitacco und Andrew „Andy Mush“ Russo wurde sein Capo.

### Krimineller Aufstieg
Franzese verdiente Geld als Kredithai und durch Erpressung oder Auto-Hehlerei, doch das große Geld verdiente er später durch enorme Gewinne aus illegalen Benzin-Geschäften, bei denen er als einer der ersten Mafiosi, geschickt die Benzinsteuer für Tankstellenbesitzer umging. Später weitete er dieses Geschäft aus, arbeitete mit Großunternehmen und gründete Scheinkonzerne, um illegal sein Benzin vertreiben zu können. In Zusammenarbeit mit Partnern aus Long Island (New York) und der russischen Mafia aus Brighton Beach (Brooklyn), wurden über 2 Milliarden Liter vergünstigtes, steuerfreies Benzin im Monat verkauft.
In den frühen 1980er Jahren stieg Franzeses Ansehen in der Unterwelt durch seine Einnahmen gewaltig an und so wurde er zum Capo befördert. Er gab an, dass er zwischen 300 und 500 Soldaten und Assoziierte unter sich hatte. Auch der Street Boss der New Yorker Genovese-Familie namens Anthony „Fat Tony“ Salerno stieg in Franzeses Benzin-Geschäft ein.
Zu diesem Zeitpunkt besaß Franzese eine eigene Villa, ein Haus in Florida, einen Learjet sowie einen Hubschrauber und mehrere Boote. 1986 verzeichnete ihn das Fortune Magazine auf 18. Stelle auf ihrer Liste der „Fünfzig wohlhabendsten und mächtigsten Mafia-Bosse“. Er selbst hat zugegeben, dass er auf dem Höhepunkt seiner Karriere zwischen acht und zehn Millionen Dollar pro Woche verdiente. Einem Bundesbericht zufolge verdiente Michael Franzese mehr Geld für eine Familie der La Cosa Nostra als irgendwer anders, seit Al Capone vom Chicago Outfit.

### Verurteilungen und Ausstieg
Während seiner kriminellen Laufbahn wurde Franzese viermal unter Anklage gestellt und immer freigesprochen, bis er im Jahr 1985 in 14 Punkten, unter anderem für Produktpiraterie und Erpressung aus seinem Benzingeschäft, angeklagt wurde. Er handelte einen Deal aus, bekannte sich in zwei Punkten für schuldig und wurde im Jahr 1986 zu zehn Jahren Haft im Bundesgefängnis zuzüglich einer Rückerstattungszahlung in Höhe von 15 Millionen US-Dollar verurteilt.
Im Dezember des Jahres 1987 beschloss Franzese im Gefängnis, sich von der Colombo-Familie und dem organisierten Verbrechen abzuwenden. 1989 wurde er nach einer Haftzeit von 43 Monaten aus dem Gefängnis entlassen und zog nach Los Angeles. Während dieser Zeit schrieb er zusammen mit dem Autor Dary Matera ein Buch namens Quitting the Mob, welches im Dezember des Jahres 1991 veröffentlicht wurde. Im selben Monat, am 27. Dezember, wurde Franzese wegen Verletzung seiner Bewährungsauflagen zu vier Jahren Haft verurteilt. Er war in Los Angeles wegen Steuerbetrugs angeklagt worden und wurde schließlich im Jahr 1995 wieder aus der Haft entlassen.
Nach seinem Ausstieg erfuhr Franzese durch das FBI, dass der langjährige, aber inhaftierte Colombo-Boss namens Carmine John Persico, Jr. einen Anschlag auf ihn plante und sein Vater seine Einwilligung gab, da auch er enttäuscht über Franzeses Ausstieg war. Trotzdem wurde Franzese niemals das Opfer eines Attentats, obwohl er nie gänzlich untertauchte, sondern sich lediglich unauffällig verhielt. Später stand er seinem Vater wieder nah.

### Legales Leben
Man machte Franzese das Angebot, seine Mafia-Erfahrungen für einen guten Zweck einzusetzen und vor Profisportlern und College-Teams über das weitverbreitete Problem der Sportwetten zu sprechen. Zwischen 1998 und 2013 hat Franzese bereits an mehr als 400 Universitäten Vorträge gehalten und sprach zu Sportstudenten als ein Sprecher der NCAA. Franzese fungierte als Hauptredner bei Firmenveranstaltungen und leitet Seminare für Wirtschafts- und Jurastudenten. Er spricht häufig auf christlichen Konferenzen, Sonderveranstaltungen und Gottesdiensten. Franzese gründete und leitete als Vorsitzender die Breaking Out Foundation. Laut der Website der Stiftung widmet sich Breaking Out der Hilfe für Jugendliche, um die Herausforderungen des Lebens, insbesondere in Bezug auf die Spielsucht, aufzuzeigen.
Franzese wurde auf Radio- und Fernsehformaten wie Renegade Talk Radio, Jim Rome Show, ESPN, HBO, Fox Sports, CNN, CNBC, TBN, MSNBC, Nat Geo, Fox News, The Savage Nation und USA Today interviewt. Am 1. Januar 2003 veröffentlichte Franzese sein eigenes Buch mit dem Titel Blood Covenant, und später gab er Interviews für Dokumentarfilme über die Cosa Nostra.

## Filme und Dokumentationen
- 2008: Die 10 Gebote der Mafia; Ein von Wall to Wall Media produzierter Dokumentarfilm des Senders Discovery Channel, über einen schriftlich niedergelegten Verhaltenskodex der Cosa Nostra, der im November 2007 entdeckt wurde.
- 2013: Die Mafia – System des Verbrechens (OT: The Definitive Guide to the Mob); Dokumentarische Episode des Fernsehprogramms History Specials, mit Michael Franzese, über die amerikanische Cosa Nostra.
- 2013: Inside the American Mob; 6-teilige Dokureihe über die amerikanischen Cosa Nostra.
- 2014: God the Father; Aufwändig produzierter Dokumentarfilm über- und mit dem Drehbuch von Michael Franzese.
- 2015: The Mafia with Trevor McDonald; Zweiteilige Dokumentarserie über die amerikanischen Cosa Nostra.
- 2017: From Mobster to Preacher; die dritte Episode des Fernsehprogramms How'd You Get So Rich?.
- 2023: How to Become a Mob Boss; Sechsteilige Netflix Mini-Serie zu verschiedenen Mafiabossen, unter anderem auch der Cosa Nostra.